# 661
El 661 (DCLXI) fou un any comú començat en divendres del calendari julià.

## Esdeveniments
- 50.000 famílies iraquianes són reubicades per alleujar la pressió demogràfica i assegurar el domini àrab de l'Iran
- Inici de la Dinastia omeia

## Necrològiques
- Alí ibn Abi-Tàlib